# Ivar Arwidsson
Ivar Arwidsson, född 30 oktober 1873 i Stockholms stad, död 1936, var en svensk zoolog. Han var son till kartografen Thorsten Arwidsson.
Arwidsson blev filosofie doktor i Uppsala 1907. Åren 1905–1921 var han fiskeriassistent, sedan 1921 konservator vid Zoologiska museet i Uppsala. År 1923 blev han docent. År 1899 deltog han i Nathorsts expedition till Grönland. Bland Arwidssons skrifter märks Studien über die skandinavischen und arktischen Maldaniden (1906), Die Maldaniden och Strömmingsfiske (1913).